# Nieciecza (dopływ Parsęty)
Nieciecza (Bogucinka) – struga, prawobrzeżny dopływ Parsęty, na Pobrzeżu Koszalińskim, w woj. zachodniopomorskim, w powiecie kołobrzeskim.
Struga ma źródła w miejscowości Bardy, skąd płynie na północny zachód. Na wysokości wsi Czernin, struga zakręca meandrując w kierunku południowo-zachodnim. Następnie Nieciecza przepływa przy wschodniej części wsi Obroty. Dalej przy zachodniej części wsi Bogucino, za którą zawija w kierunku Parsęty, do której uchodzi przy jej prawym brzegu.
W 1948 roku ciekowi nadano nazwę Bogucinka, zastępując poprzednią niemiecką nazwę Mühl Bach. Na mapach jest oznaczana z dwiema nazwami Nieciecza i Bogucinka, bądź sama Nieciecza. W 2006 roku Komisja Nazw Miejscowości i Obiektów Fizjograficznych w wykazie hydronimów przedstawiła nazwę Nieciecza.